# Edgar de Wahl
Edgar von Wahl (rojstno ime Edgar Alexis Robert von Wahl, psevdonim Julian Prorók), estonsko-nemški učitelj matematike in fizike, jezikoslovec, * 23. avgust 1867, † 9. marec 1948
De Wahl je živel v Talinu v Estoniji. Najbolj znan je kot ustvarjalec interlingue, mednarodnega pomožnega jezika, ki je bil skozi vse njegovo življenje znan kot occidental.